# It Ain't Me Babe
No, no, no, it ain't me, babe,

It ain't me you're lookin' for, babe.»
No, no, no, non sono io, piccola,

non sono io, quello che cerchi, piccola»
(It Ain't Me Babe, Bob Dylan)
It Ain't Me, Babe è un brano musicale del 1964 scritto ed interpretato da Bob Dylan.

## Il brano
La frase iniziale della canzone (Go away from my window...) è una citazione di una composizione del cantante folk John Jacob Niles, Go 'Way From My Window. Niles è indicato da Dylan come una delle sue influenze primarie all'inizio di carriera nella sua autobiografia Chronicles - Volume 1. Il giornalista musicale biografo di Dylan Clinton Heylin afferma che un giornalista del Times presente nel maggio 1964 al concerto di Dylan alla Royal Festival Hall che segnò il debutto sul palco della canzone, fraintese la frase del testo nel ritornello che recita: «no, no, no, it ain't me babe» come una parodia della She Loves You dei Beatles con i loro «yeah, yeah, yeah». Quando Bob Dylan eseguì i suoi primi concerti elettrici al Forest Hills Tennis Stadium, alla Carnegie Hall, all'Hollywood Bowl, e a Monterey nel 1965, rifece It Ain't Me, Babe con un arrangiamento elettrico.
Secondo alcune interpretazioni il soggetto della canzone sarebbe la rottura della relazione sentimentale di Dylan con Suze Rotolo (che rievocherà a suo modo anche nella lunga e velenosa Ballad In Plain D presente sempre sullo stesso album), alla quale il cantautore rivolgerebbe il suo caustico: «It Ain't Me Babe» ("Quello non sono io, bambina") indicandole con amarezza che non è lui l'uomo della sua vita.

## Cover
- Da Bob Dylan.
- Da Joan Baez nell'album Joan Baez/5 del 1964.
- Johnny Cash registrò una versione della canzone insieme alla moglie June Carter. La reinterpretazione fu pubblicata nel 1965 sull'album Orange Blossom Special, diventando un notevole successo.
- I The Turtles nell'album It Ain't Me Babe del 1965. La loro versione ottenne un discreto successo negli Stati Uniti, raggiungendo l'ottava posizione nella classifica dei singoli.
- Bryan Ferry nell'album Another Time, Another Place del 1974.
- Johnny Thunders nell'album Hurt me del 1983.
- L'ex membro dei Monkees Davy Jones nel suo omonimo album di debutto del 1965.
- Nancy Sinatra nell'album Boots del 1966.
- Earl Scruggs.
- I Fleet Foxes.
- Gli Editors nell'album Dermot O'Leary's Saturday Sessions del 2010.
- I New Found Glory nell'album From the Screen to Your Stereo Part II del 2007.
- Nel 2019 Gian Pieretti ne ha realizzato una versione in italiano nel suo album Nobel, dedicato a cover di Dylan, intitolata Non sono io quell'uomo[2].

## Curiosità
- Nel film Blow, George Jung (interpretato da Johnny Depp) recita una strofa di It Ain't Me, Babe.